# Perizoma illepida
Perizoma illepida là một loài bướm đêm trong họ Geometridae.